# Delaney & Bonnie
Pour les articles homonymes, voir Delaney et Bonnie.
 (juin 2020).
Si vous disposez d'ouvrages ou d'articles de référence ou si vous connaissez des sites web de qualité traitant du thème abordé ici, merci de compléter l'article en donnant les références utiles à sa vérifiabilité et en les liant à la section « Notes et références ».
Delaney & Bonnie (aussi appelé Delaney & Bonnie & Friends) est un couple de musiciens de blues américain composé de Delaney Bramlett (né le 1er septembre 1939 dans le comté de Pontotoc, Mississippi et mort en 2008) et Bonnie Lynn O'Farrell (née le 8 novembre 1944 à Alton, Illinois), qui a connu une brève popularité vers 1970. Delaney & Bonnie sont aussi connus pour leur influence sur d'autres musiciens.

## Histoire
À la fin des années 1960, Delaney Bramlett joue avec le groupe The Shindogs, tout en sortant des disques en solo, qui ne rencontrent pas de succès.
À la même époque, sa future épouse, Bonnie Lynn, chante en compagnie de grands noms du blues tels Little Milton, Albert King et Ike et Tina Turner.
Le duo enregistre son premier disque en 1969, mais c'est véritablement la tournée en compagnie de Blind Faith, le groupe d'Eric Clapton et Steve Winwood, qui leur permet de se faire connaître d'un plus large public.
En Europe, le duo est surtout connu pour avoir joué avec Eric Clapton. L'histoire en a retenu les titres Comin' Home et surtout Never Ending Song of Love. À cette époque, Clapton entre dans le cercle restreint des amis des Beatles en participant à un concert à Toronto donné par John Lennon et Yoko Ono. Quelques jours plus tard, lors d'un concert de charité pour l'Unicef le 15 décembre 1969 à Londres, Delaney & Bonnie & Friends, qui comprend George Harrison, Keith Moon et Billy Preston, est invité à y participer. Cet enregistrement peut être entendu sur l'album Some Time in New York City du Plastic Ono Band. De plus, c'est Delaney qui enseigne les rudiments de la slide guitar à George Harrison. Mais cette collaboration avec Clapton et Harrison est de courte durée à cause de divergences d'intérêts ; Delaney et Bonnie sont des musiciens simples et humbles qui jouent uniquement pour le plaisir de jouer, loin des préoccupations du music business et du concept alors naissant de supergroupe. La rupture est inévitable.
L'escapade avec Eric Clapton marque malheureusement le début du déclin du duo qui sera moins inspiré dans ses réalisations suivantes. Sur l'album To Delaney from Bonnie sorti fin 1970, on ne retrouve aucune chanson de la trempe des Get Ourselves Together ou Love Me a Little Bit Longer qui ont fait leur réputation.
Après une courte collaboration avec le Joe Cocker's Mad Dogs And Englishmen, Delaney et Bonnie décident d'arrêter l'aventure musicale et divorcent fin 1972.
Par la suite, Delaney se lance dans une carrière solo dont les albums moyennement inspirés le feront petit à petit tomber dans l'oubli.
Bonnie se rapproche de la religion et chante dans des groupes de gospel. Elle tente ensuite sa chance au cinéma sous le nom de Bonnie Sheridan.
Delaney Bramlett meurt le 27 décembre 2008 à Los Angeles des suites d'une opération chirurgicale.

## Discographie
- Home (1969)
- The Original Delaney & Bonnie - Accept No Substitute (1969)
- On Tour with Eric Clapton (1970)
- To Bonnie from Delaney(1970)
- Motel Shot (1971)
- D&B Together (1972)
- Country Life (1972)
- The Best of Delaney & Bonnie (1973)

## Filmographie
- Catch my Soul (1974)